# ジョン・ライダー
ジョン・ライダー（John Ryder、1988年7月19日 - ）は、イギリスの元プロボクサー。イズリントン区イズリントン出身。元WBA・WBO世界スーパーミドル級暫定王者。

## 来歴
2013年9月21日、カッパー・ボックスでコモンウェルスイギリス及びBBBofC英国ミドル級王者のビリー・ジョー・ソーンダースとコモンウェルスイギリス・BBBofC英国同級タイトルマッチを行い、12回0-3（2者が113-115、114-115）の判定負けを喫した。
2014年10月11日、O2アリーナでテオフィリウス・テテーとWBOインターコンチネンタルミドル級王座決定戦を行い、5回2分56秒TKO勝ちを収め王座を獲得した。
2015年1月31日、O2アリーナでビリー・ファクンド・ゴディーとWBOインターコンチネンタルミドル級タイトルマッチを行い、10回1分52秒TKO勝ちを収めWBOインターコンチネンタル王座の初防衛に成功した。
2015年5月30日、O2アリーナでニック・ブラックウェルとBBBofC英国ミドル級王座決定戦を行うも、7回2分36秒TKO負けを喫し王座獲得に失敗した。
2016年1月30日、カッパー・ボックスでセルゲイ・コミットスキーとWBAインターナショナルミドル級王座決定戦を行い、12回3-0（117-112、115-112、115-113）の判定勝ちを収め王座を獲得した。
2016年9月24日、マンチェスターのマンチェスター・アリーナでジャック・アーンフィールドとWBAインターナショナルミドル級タイトルマッチを行うも、12回0-3（114-117、110-118、114-115）の判定負けを喫しWBAインターナショナル王座の初防衛に失敗、王座から陥落した。
2017年2月4日、オリンピアでアダム・エチャーズとIBFインターナショナルスーパーミドル級王座決定戦を行い、12回3-0（117-111、116-112、118-109）の判定勝ちを収め王座を獲得した。
2017年4月22日、リヴァプールのM&S・バンク・アリーナでロッキー・フィールディングとBBBofC英国スーパーミドル級王座決定戦を行うも、12回1-2（115-114、114-115、113-116）の判定負けを喫し王座獲得に失敗した。
2019年5月4日、ラスベガスのT-モバイル・アリーナで元IBF世界ミドル級王者でWBA世界スーパーミドル級5位のデイビッド・レミューとWBA暫定・世界同級王座決定戦を行う予定だったが、同年4月17日にレミューが負傷欠場した為、代役としてWBA世界同級4位のビラル・アカウェイと行い、3回2分12秒TKO勝ちを収め暫定王座を獲得した。
2019年11月23日、リヴァプールのM&S・バンク・アリーナでWBC世界スーパーミドル級ダイヤモンド王者及びWBA世界同級スーパー王者のカラム・スミスと団体内王座統一戦を行い、12回0-3（111-117、2者が112-116）の判定負けを喫しダイヤモンド王座獲得と団体内王座統一に失敗（記録上は初防衛）、ライダーが6カ月間保持してきた暫定王座はスミスのスーパー王座に吸収される形で消滅した。しかしライダーが勝っていたとする声が多数挙がる疑惑の判定となった。
2021年7月8日、WBAはWBA世界スーパーミドル級レギュラー王者のデビッド・モレルと指名試合を行うよう指令した。
2022年2月12日、マスウェル・ヒルのアレクサンドラ・パレスで元WBA世界ミドル級レギュラー王者ダニエル・ジェイコブスと対戦し、12回判定勝ちを収めた。
2022年11月26日、O2アリーナにてWBO世界スーパーミドル級1位のザック・パーカーとWBO暫定・世界同級王座決定戦を行い、パーカーが右拳を負傷して棄権したため、ライダーの5回TKO勝ちとなり王座獲得に成功した。
2023年5月6日、ハリスコ州グアダラハラのエスタディオ・アクロンで、4団体スーパーミドル級統一王者のサウル・アルバレスと4団体同級タイトルマッチおよびWBO王座の団体内王座統一戦を行うも、12回0-3（109-118×2、107-120）の判定負けを喫し4団体王座統一およびWBO王座の団体内王座統一に失敗、5カ月間保持してきたWBOの暫定王座はアルバレスの正規王座に吸収される形で消滅した。
2024年1月27日、アリゾナ州・フェニックスのフットプリント・センターでWBCスーパーミドル級シルバー王者のハイメ・ムンギアとWBCシルバー・同級タイトルマッチを行うも、ライダー陣営が棄権の意思を示したため9回1分25秒TKO負けを喫しシルバー王座の獲得に失敗した。
2024年2月6日、自身のXでムンギア戦を最後に現役を引退することを表明した。

## 獲得タイトル
- WBOインターコンチネンタルミドル級王座
- WBAインターナショナルミドル級王座
- IBFインターナショナルスーパーミドル級王座
- WBA世界スーパーミドル級暫定王座（防衛0）
- WBO世界スーパーミドル級暫定王座（防衛0）